# Affaire Barbot-Livet
 (janvier 2019).
L'affaire Barbot-Livet est une affaire criminelle française dans laquelle Anne Barbot née Blin, 38 ans, a été assassinée le soir du 15 mars 2013, chez elle, à Vritz en Loire-Atlantique, par son époux Didier et sa maîtresse Stéphanie Livet.

## Biographies
Didier Barbot, né le 2 septembre 1973, est exploitant agricole. Il a deux sœurs, c'est le benjamin de la fratrie. 
Anne Blin Barbot (née le 3 mai 1974 à Sainte-Gemmes-d'Andigné) est hôtesse de caisse au Super U de Candé, dans le Maine-et-Loire. Elle est ponctuelle à son travail et rarement absente. En cas d'absence, elle a toujours averti son employeur avant. Sa voiture est une Peugeot 306 de couleur verte.
En 1992, Didier et Anne se rencontrent à un bal disco.
Le 13 février 1999, Didier et Anne se mettent en ménage. Ils se marient le 7 août 1999. Ils habitent dans leur ferme « La Fenêtre » à Vritz. Ils désirent avoir un enfant, mais n'y parviennent pas.
En novembre 2006, Anne accouche d'une fille mort-née.
Ils entament des démarches avec une association du Mans pour adopter un garçon éthiopien. En 2010, ils obtiennent l'agrément.
À partir de septembre 2010, Didier Barbot a une relation adultère avec Stéphanie Livet, aide soignante.
Début 2013, un mois avant le décès d’Anne Barbot, Stéphanie Livet et son conjoint Sébastien Lemaire se séparent.

## Les faits et l'enquête
Le soir du vendredi 15 mars 2013, Stéphanie Livet gare sa voiture à proximité de la ferme des Barbot. Elle laisse son fils à l'intérieur de la voiture, entre dans le garage et déclenche le disjoncteur. Didier étant occupé dans la salle de bain, Anne se rend dans le garage pour trouver la cause de la coupure d'électricité. Anne perçoit qu'il y a une personne présente dans le garage. Elle appelle Didier à l'aide. Didier arrive, saisit une bûche et frappe sur la tête d'Anne par derrière. Anne, sidérée, demande à Didier pourquoi il vient de la frapper. Didier saisit une autre bûche et frappe Anne à nouveau. Elle tombe à terre inconsciente. Constatant qu'Anne n'est pas morte, Stéphanie Livet l'étrangle avec une ficelle agricole pour lier les bottes de foin.
Ils mettent Anne dans le coffre de sa voiture. Didier conduit la voiture d'Anne jusque dans un lieu retiré du bois de Saint-Michel-et-Chanveaux. Il y met le feu.
Le 16 mars 2013, les collègues d'Anne s'étonnent de son absence sur son lieu de travail. En fin de matinée, Didier Barbot téléphone à la gendarmerie pour signaler la disparition d'Anne.
Très vite, Didier s'active pour montrer qu'il recherche son épouse avec l'aide de son entourage et il met la pression sur les gendarmes. Il met en place une organisation stricte dans le quadrillage du terrain et de la zone autour de l'habitation et du lieu de travail.
Un chéquier au nom d'Anne est découvert dans un verger à 15 kilomètres de Vritz. Il y a cinq chèques manquants, pour lesquels il n'y a aucune inscription sur le talon.
Les enquêteurs examinent l'intérieur du logement des Barbot au produit révélateur luminol, mais ne relèvent aucune trace de sang.
Le 27 mars 2013, un joggeur découvre par hasard la voiture d'Anne complètement calcinée dans le bois. En tamisant les cendres qui sont dans le coffre, les enquêteurs trouvent la bague de mariage d'Anne. Les analyses menées par les experts scientifiques et médicaux permettent de déterminer avec certitude qu'il s'agit d'Anne. Les médecins légistes constatent qu'il n'y a pas de trace de suies dans la bouche ni dans la trachée d'Anne, ce qui atteste qu'elle était déjà morte quand son corps a brûlé. L'autopsie ne permet pas de déterminer la cause exacte du décès.
Les enquêteurs constatent que le siège conducteur est trop reculé par rapport à la taille d'Anne : 1,62 m. La distance entre le siège conducteur et les pédales de commande de la voiture correspond à une personne d'une taille d'au moins 1,80 m, ce qui prouve que ce n'est pas Anne qui a conduit la voiture dans le bois. Par contre, cette taille d'1,80 m est compatible avec celle de Didier.
Le 25 mai 2013, Didier se rend en voiture à proximité du lieu de découverte de la voiture d'Anne. Il tente de se suicider en branchant un tuyau sur le pot d'échappement de sa voiture et en avalant des barbituriques.
Le 26 novembre 2013, Didier Barbot et Stéphanie Livet sont placés en garde à vue, et avouent le meurtre d'Anne Barbot et sont incarcérés.

## Procès et condamnations
Le 14 janvier 2016, le procès de Didier Barbot et Stéphanie Livet débute à la cour d'assises de Loire-Atlantique à Nantes. Le 25 janvier 2016, Didier Barbot est condamné à 30 ans de réclusion et Stéphanie Livet à 25 ans.
Ils reçoivent l'autorisation de se marier en prison en 2022.

### Articles de presse
- « Candé Meurtre d'Anne Barbot : trois mois après, le mystère demeure entier » Article publié le 28 juin 2013 dans Le Courrier de l'Ouest.
- « Meurtre d'Anne Barbot. Le mari avoue le meurtre pendant sa garde à vue » Article de Benoît Robert, Roberte Jourdon et Arnaud Wajdzik publié le 28 novembre 2013 dans Ouest-France.
- « Les secrets de l'enquête de l'affaire Barbot » Article de Josué Jean-Bart et Thomas Heng publié le 12 janvier 2016 dans Ouest-France.
- « Direct Procès Barbot : L'ex-mari : "J'avais des accès de violence" » Article de Vanessa Ripoche publié le 15 janvier 2016 dans Ouest-France.
- « Nantes : "C'est des monstres, ils l'ont massacrée", dénonce la famille d'Anne Barbot » Article publié le 20 janvier 2016 dans 20 Minutes.
- « Procès Barbot : les "amants diaboliques" écopent de 30 et 25 ans de prison » Article de Clémentine Maligorne publié le 25 janvier 2016 dans Le Figaro.
- « Procès des diaboliques de Nantes : 30 et 25 ans de prison pour les accusés » Article publié le 26 janvier 2016 dans La Dépêche du Midi.

### Documentaires télévisés
- « Affaire Barbot : la mort est dans le pré » le 23 avril 2014 dans Enquêtes criminelles : le magazine des faits divers sur W9.
- « La disparue de Vritz » (deuxième reportage) dans « ... à Angers » le 1er juin 2015 dans Crimes sur NRJ 12.
- « Les amants assassins » le 20 décembre 2018 dans Indices sur Numéro 23.
- « Trahison sanglante » d'Anne-Sophie Martin le 23 janvier 2019 dans Faites entrer l'accusé présenté par Frédérique Lantieri sur France 2.
- « Un héritier à tout prix » (premier reportage) dans « Amours mortelles ! » le 16 septembre 2021 dans Héritages sur NRJ 12.

### Émission radiophonique
- « Anne Barbot, la disparue de Vritz » le 18 décembre 2013 et le 6 janvier 2016 dans L'Heure du crime de Jacques Pradel sur RTL.